# Kalksteinbruch Hardegsen-Lutterhausen
Der Kalksteinbruch Hardegsen-Lutterhausen befindet sich am Höhenzug Weper etwa 1 km nördlich von Hardegsen im Landkreis Northeim. Das Betriebsgelände ist etwa 55 Hektar groß. Inhaber ist das Unternehmen August Oppermann Kiesgewinnungs- und Vertriebs-GmbH, die den Steinbruch 2004 vom Portlandzementwerk erwarb. Die jährliche Produktion beträgt etwa 290.000 Tonnen Kalkstein.